# 306 v. Chr.
Portal Geschichte | Portal Biografien | Aktuelle Ereignisse | Jahreskalender | Tagesartikel

◄ |
5. Jahrhundert v. Chr. |
4. Jahrhundert v. Chr. |
3. Jahrhundert v. Chr. |
►

◄ | 320er v. Chr. | 310er v. Chr. | 300er v. Chr. | 290er v. Chr. |
280er v. Chr. |
►

◄◄ | ◄ | 309 v. Chr. | 308 v. Chr. | 307 v. Chr. | 306 v. Chr. |
305 v. Chr. |
304 v. Chr. |
303 v. Chr. |
► |
►►

## Ereignisse

### Politik und Weltgeschehen

#### Alexanderreich / Diadochenkriege
- In der Schlacht von Salamis auf Zypern besiegt Demetrios I. Poliorketes die Flotte von Menelaos, dem Bruder des Ptolemaios I.
- Antigonos I. Monophthalmos und sein Sohn Demetrios I. nehmen den Königstitel an.
- Erfolgloser Feldzug Antigonos’ gegen Ägypten.
- Pyrrhos I. wird mit 12 Jahren König von Epiros.

#### Westliches Mittelmeer
- Aulus Atilius Calatinus wird in Rom angeklagt, die Stadt Sora an die Samniten verraten zu haben.
- Die Römer unterwerfen endgültig die aufständischen Herniker um Anagni. Das samnitische Salvium wird ebenfalls erobert.
- Ein Aufstand in Frusino wird von Rom niedergeschlagen.
- Rom schließt mit Rhodos einen Handelsvertrag ab.
- Angeblich schließen Rom und Karthago den dritten karthagisch-römischen Vertrag. Ob es diesen von Titus Livius behaupteten Vertragsschluss, der die Interessensphären Roms und Karthagos regelt, tatsächlich gegeben hat, ist umstritten.

#### Kaiserreich China
- Zeit der Streitenden Reiche: Der chinesische Staat Chu erobert Yüe (im heutigen nördlichen Fujian).

### Wissenschaft und Technik
- Epikur gründet eine eigene Schule in Athen.

## Geboren
- um 306 v. Chr.: Hieron II., Tyrann von Syrakus († 215 v. Chr.)

## Gestorben
- Nikokles, König auf Zypern